# 30 Days of Night
30 Days of Night (30 días de oscuridad en Argentina y España, 30 días de noche en Hispanoamérica) es una película estadounidense de terror estrenada en 2007, basada en la novela gráfica del mismo nombre. Dirigida por David Slade y protagonizada por Josh Hartnett y Melissa George. La historia se centra en una ciudad de Alaska acosada por los vampiros cuando entra en una noche polar de treinta días.
30 Days of Night se propuso originalmente en los cómics y luego en una película, pero fue descartado. Años después, Steve Niles le mostró la idea a IDW Publishing y la idea se ha despegado. La película con un presupuesto de 30 millones de dólares y con una recaudación de 75 millones en taquilla durante seis semanas, después de su estreno el 19 de octubre de 2007. Las críticas fueron variadas.
La secuela, 30 Days of Night: Dark Days, fue publicada el 5 de octubre de 2010 directamente para vídeo. Una serie precuela titulada Blood Trails, fue lanzada en FEARnet.com y FEARnet On Demand en 2007.

## Sinopsis
La historia se desarrolla en el solitario pueblo de Barrow (Alaska), donde cada invierno el Sol se pone y no vuelve a salir en 30 días. En estas condiciones de la oscuridad, surge un clan de aterradores vampiros que aprovechan la oscuridad para asediar al pueblo, matar y tomar la sangre de todos sus habitantes. En medio del caos, un puñado de residentes, con el Sheriff a la cabeza, hacen lo posible para sobrevivir los 30 días.

## Argumento
La película comienza en un pueblo de Barrow (Alaska), por algunas condiciones en cada invierno el sol desaparece por las tinieblas y no vuelve a salir hasta 30 días. Ahora pasamos con estos muchachos llamados Eben y Billy, que han encontrado unos teléfonos móviles que están completamente quemados en la nieve de un suceso de algo muy extraño. Al llegar al pueblo se encuentran con una señorita rubia llamada Stella, una guardia de seguridad que estaba en el pueblo para hacer unas cuantas actividades, sin embargo es el último día del sol, y todos en el pueblo se preparan para 30 días de noche.
Al mismo tiempo, alguien esta matando a un perro de un hombre del pueblo y llaman al sheriff para investigar el suceso, que la verdad es algo muy raro. Stella estaba por irse en el avión para regresar a la ciudad antes de que llegará en la noche, pero en el camino tiene un accidente que casi la mata. en algún momento, Stella llama a Eben para que vaya al aeropuerto, pero Billy le manda a recoger a Stella. en el camino, Los dos llegan demasiado tarde, por lo que tendrán que quedarse  30 días en el pueblo. Eben va con un chico llamado Carter, que trabaja en un triturador gigante del pueblo, para hablar sobre lo que sucede en estos días.
Mientras tanto, un hombre trabajador que está en el cargo de red de comunicaciones es atacado por un grupo de vampiros. Eben estaba en el restaurante del pueblo, donde se encuentra con un vagabundo en el principio de la película, justo en ese momento, llega Stella y se llevan preso al mendigo por intentar agredir a una señora. En la estación de policía, un joven llamado Jack, hermano de Eben y su abuela. Tres chicos, mientras estaban por irse a casa, son atacados por un grupo de vampiros. El vagabundo les dice que no importa lo que hagan porque los vampiros ya vienen en camino, intentan hablar con su compañero, pero la señal ha sido desconectada y la luz se apaga por todo el pueblo, Jack va a salir para saber que es lo que esta pasando.
Cuando Eben llega al centro de comunicaciones, se encuentra la cabeza de un hombre trabajador y comienza a alertar a la gente del pueblo. Cuando la familia estaba por cenar, es atacado por un hombre de los parientes de Drácula y se llevan a esta mujer, incluyendo a toda su familia. Mientras tanto, en la comisaría, el vagabundo sigue hablando que se acerca este fin, donde Jack se enoja y quiso golpearlo, este lo detiene agarrándolo del cuello, Eben le dispara en el brazo y lo terminan esposándolo. el vagabundo les dice que todos van a morir, Stella va a avisar a todos en el pueblo que se resguarden en su casa, dejando a la abuela y el hermano con el vagabundo en la estación de policía.
Cuando Stella estaba por avisar a todos en el pueblo, en el camino, son atacados por un grupo de vampiros y deciden regresar a la estación de policía, donde se encuentran manchas de sangre, que por cierto la abuela y su hermano de Jack habían desaparecidos y así comienza la masacre por todo el pueblo, acabando con todos. Eben y Stella llegan a un restaurante donde se encuentra a su hermano y los supervivientes, donde Jack le cuenta que alguien ha matado a una anciana y deben esconderse en el ático de la casa de un viejo del pueblo, mientras se dirigían a la casa, son atacados por la horda de vampiros y cuando los dos iban a morir, son rescatados por un hombre llamado Beau y los lleva a un escondite. Al mismo siguiente, el líder de la pandilla va a visitar al vagabundo y luego es asesinado. 
Eben junto a los demás supervivientes pasan allí aproximadamente 7 días hasta que se encuentran con una mujer que estaba gritando pidiendo ayuda, Eben intenta salvar a la chica, pero se encuentra con este hombre, quien se convirtió en un vampiro, Eben lo decapita para que los vampiros dejen de lastimar a los supervivientes. Un anciano que se encontraba con el grupo escapa de la casa, y fue devorado por su hijo. Eben y Stella deciden hacer un plan en la tienda del pueblo cuando hay tormenta de nieve. Al llegar hasta la tormenta de nieve, aprovechan para ir con el resto del grupo, consiguen llegar a salvo en una tienda y comienza a escoger unas armas, cuando en ese momento, se encuentran con una niña vampira y los supervivientes la terminan con ella. Pasan 18 días y Eben hace una idea para ir a un triturador donde convencen a refugiarse para no ser atacados, la cosa no es ningún sencillo, tienen ir a buscar unas cuantas armas en la comisaría antes de los vampiros se distraigan por una carnada. 
Eben y Beau distraen a los vampiros por unos cuantos minutos y descubren que los vampiros no soportan la luz solar, pero Beau decide sacrificarse para salvar a los supervivientes. Después de llegar a la comisaría, el hombre ya fue infectado por una niña vampira que estaba en la tienda, y le dice a Eben que lo mate. En aquel momento, Eben encuentra a su amigo Billy, que por cierto había asesinado a su esposa. y sus hijos que se han convertido en unos vampiros. Eben y Stella regresan a la comisaría y los restos del grupo se fueron a la tienda de trituradora, así que deciden ir a buscarlo, pero de camino se encuentran con una niña que sobrevivió del ataque, donde deciden ayudarla, y el resto del grupo deciden separarse para que no sean atacados por los vampiros. 
Al llegar a la trituradora, se encuentra con su hermano y los demás supervivientes. Billy al llegar a la trituradora, es atacado por Arvin, que lo termina mordiéndolo, el resto del grupo intentan detenerlo, sin embargo Arvin es demasiado fuerte. y cuando estaba por atacarlos, Billy por suerte lanza a Arvin a una trituradora y esta gravemente herido al perder una mano, Eben para salvarlo decide matar a Billy ya que se estaba transformando en uno de ellos. Marlow obliga a todos los vampiros se están preparando para destruir el pueblo y nadie puede sospechar lo que ocurrió en ese lugar. Ya para llegar un día para que salga el sol, los vampiros llenan de petróleo las calles del pueblo para borrar todas las evidencias. Eben finalmente se da cuenta de que Stella esta afuera y para salvarla, Eben decide infectarse con la sangre de su amigo y se convierte en un vampiro para enfrentarse con Marlow y todas las pandillas de los vampiros. Finalmente Eben logra matar al líder de los vampiros después de una pelea feroz, lo que los vampiros restantes huyen antes de que salga el sol. 
En el alto de la montaña, Stella y Eben contemplan el amanecer mientras sale el sol, y de un triste momento, Eben muere y se quema hasta convertirse en cenizas en los brazos de Stella. 

## Reparto
| Actor             | Personaje           |
| ----------------- | ------------------- |
| Josh Hartnett     | Sheriff Eben Oleson |
| Melissa George    | Stella Oleson       |
| Danny Huston      | Marlow              |
| Ben Foster        | El extraño          |
| Mark Boone Junior | Beau Brower         |
| Mark Rendall      | Jake Oleson         |
| Amber Sainsbury   | Denise              |
| Nathaniel Lees    | Carter Davies       |
| Megan Franich     | Iris                |
| Andrew Stehlin    | Arvin               |
| Manu Bennett      | Oficial Billy Kitka |

| Actor               | Personaje      |
| ------------------- | -------------- |
| Craig Hall          | Wilson Bulosan |
| Elizabeth Hawthorne | Lucy Ikos      |
| Jared Turner        | Aaron          |
| Kelson Henderson    | Gabe           |
| Abbey-May Wakefield | Niña vampiro   |
| Pua Magasiva        | Malekai Hamm   |
| Joel Tobeck         | Doug Hertz     |
| Kate Elliott        | Vampiro        |
| Ben Fransham        | Vampiro        |
| Kate O'Rourke       | Vampiro        |
| Melissa Billington  | Vampiro        |

## Producción

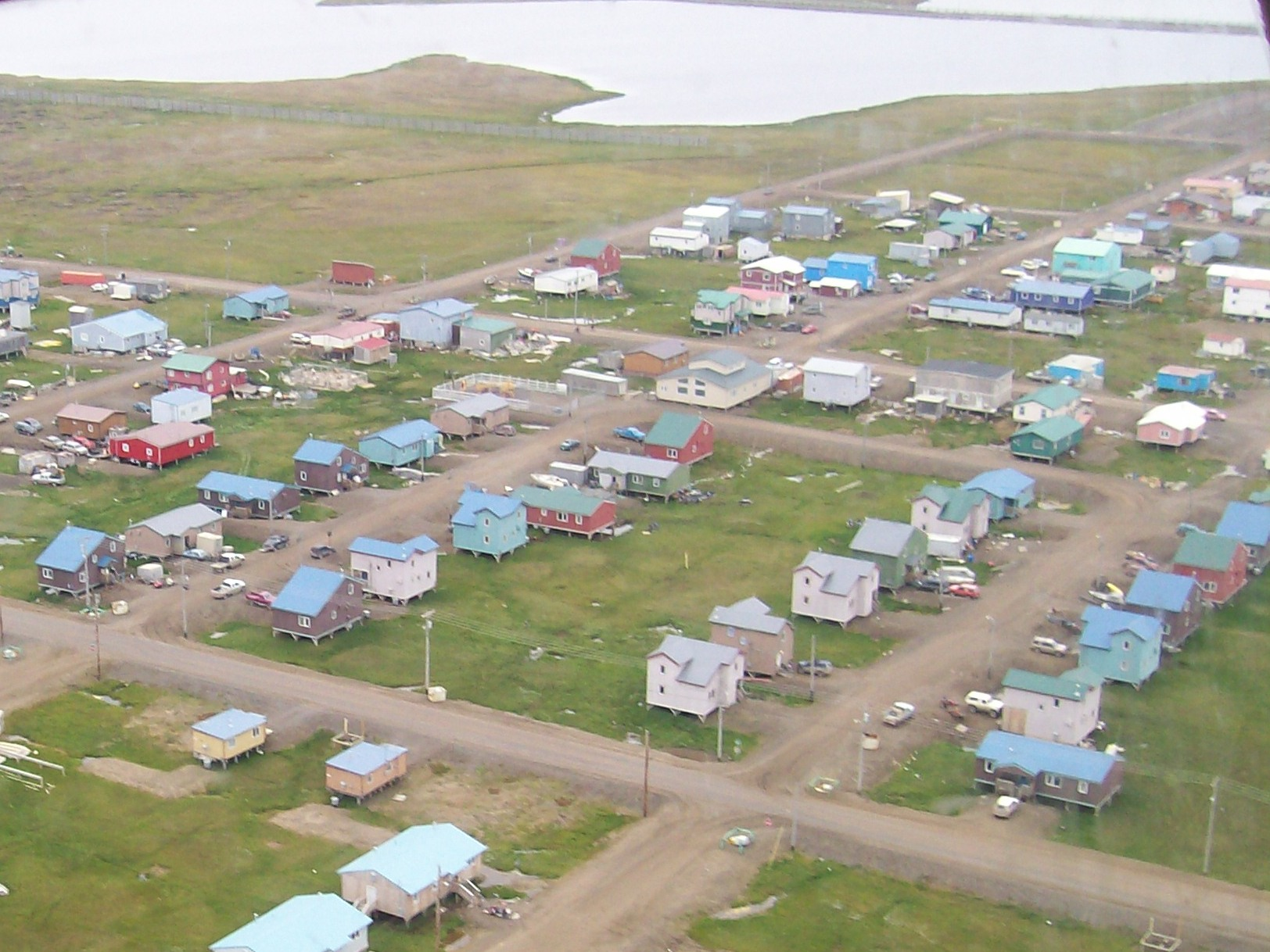
Vista aérea de Barrow, en Alaska, lugar donde transcurre la acción.

Los vampiros que aparecen en la película son impíos, despiadados, tienen voces guturales y ojos almendrados, como los hoy en día más comunes E.B.E. (Entes Biológicos Extraterrestres).
Ambiental, minimalista, aterradora música de Brian Reitzell.
Delicada composición de los planos por parte de David Slade, que tiene una amplia formación en composición fotográfica: a Slade le gustan mucho las obras de Stanley Kubrick.
Los efectos especiales son obra de Weta Digital, la compañía de efectos visuales fundada por Richard Taylor y el director Peter Jackson, entre otros.
30 días de oscuridad se rodó en Auckland y Otago (Nueva Zelanda).

### Posproducción
En febrero de 2007, se completó la fase de producción y se preparó un corte aproximado de la película.

### Música
Brian Reitzell compuso el score de la película. El álbum con la banda sonora fue lanzado a través de Invada Records, con una obra de Marc Bessant en el verano de 2015 en Vinilo.

## Estreno

### Taquilla
30 Days of Night fue estrenada en 2.855 cines en los Estados Unidos y Canadá el 19 de octubre de 2007. En su primer fin de semana, la película recaudó $ 15.951.902, colocándolo en primer lugar en taquilla. La película recaudó $ 39 568 996 en los Estados Unidos y Canadá y $ 35 735 361 en el extranjero, para un total mundial de $ 75,304,357.

### Recepción crítica
En el sitio web Rotten Tomatoes, la película tiene una puntuación de 51% basada en 157 reseñas, con una calificación promedio de 5.6 / 10. El consenso del sitio afirma: "Mientras que Treinta Días de Noche ofrece algunos sustos, al final cae debido a su errática ejecución". En Metacritic reporta una calificación promedio de 53 sobre 100 con 29 revisiones, consideradas revisiones promedio o de la media. Roger Ebert le dio a la película 2.5 estrellas de 4 posibles. Él criticó varios agujeros de la trama, como los vampiros moviéndose con velocidad sobrenatural en algunos ataques, pero su lentitud en otros momentos, también señaló a Danny Huston por ser "bastante convincente" como el Vampiro y resumió la película como "bien hecho, bien fotografiado y plausiblemente actuado; es mejor de lo que esperaba".

### Formato casero
30 Days of Night fue lanzado el 26 de febrero de 2008 en formato DVD, Blu-ray y UMD para PlayStation Portable en los Estados Unidos. Las ventas de DVD aportaron $ 26 949 780 en ingresos, provenientes de 1 429 600 unidades vendidas, sin incluir las de Blu-ray. El DVD es un solo disco e incluye ocho featurettes o contenidos especiales, uno de los cuales es un episodio completo del anime Blood +. El lanzamiento de la Región 2 de Reino Unido es una edición especial de dos discos, lanzada en abril de 2008. A pesar de ser exactamente igual que la versión teatral, el BBFC reclasificó la película de un 15 a un 18+. Aunque aun así sólo tiene ocho featurettes en el Segundo disco, incluye una copia de la novela gráfica 30 Days of Night.

## Secuela
Una secuela directamente para DVD titulada Dark Days fue lanzada el 5 de octubre de 2010. El guion de la secuela fue escrito por Steve Niles y Ben Ketai con Ketai regresando como director. Cuando comenzó el rodaje el 20 de octubre de 2009, Rhys Coiro y Mia Kirshner fueron nombrados como conductores, con Kirshner interpretando al villano vampiro principal Lilith. Otros miembros del reparto incluyen a Harold Perrineau, Kiele Sánchez, Diora Baird, Rhys Coiro y Monique Ganderton. Tres días después de que el rodaje de la película comenzara, Niles reveló que Kiele Sánchez substituyó a Melissa George en el papel de Stella Oleson. La secuela se produjo con un presupuesto más bajo, pero al ser directo a video permitió a los escritores seguir más de cerca el cómic.